# 安菲站
安菲站是一个法国铁路车站，位于法國涅夫勒省的安菲境内。

## 地理位置
安菲站位于安菲市区以西，讷韦尔－沙尼铁路的15.061公里处。车站呈南北走向，开口朝东。

## 停靠线路
以下列车线路在安菲站停靠：
| 安菲站列车线路表       |      |        |        |              |
| 线路                   | 车种 | 上一站 | 下一站 | 大致运行频率 |
| 讷韦尔—欧坦/第戎       | TER  | 讷韦尔 | 德西兹 | 每天8趟左右  |
| 科讷库尔/讷韦尔—德西兹 | TER  | 勒邦来 | 贝阿尔 | 每天3趟左右  |
| 1.                     |      |        |        |              |

## 配套交通

### 长途客运线路
| 停靠安菲汽车站的大巴车 |                                                                                          |                         |
| 上下车地点             | 运营单位                                                                                 | 主要目的地              |
| 安菲站门口             | 勃艮第-弗朗什-孔泰 大区城际客运 MobiGo                                                   | LR503 圣埃卢瓦 · 讷韦尔 |
| 安菲站门口             | 讷韦尔 · 德西兹 （当某条铁路线施工或罢工时，SNCF可能也会提供途径该线路沿途站点的大巴车） |                         |
| 1. 2. 3.               |                                                                                          |                         |

### 城市公共交通
安菲站附近暂无城市公共交通线路。

## 临近车站
| 安菲站（Gare d'Imphy）             |                  |                  |
| 上行车站                           | 线路             | 下行车站         |
| 讷韦尔勒邦来站 11.6km ←            | 讷韦尔－沙尼铁路 | 贝阿尔站 → 9.6km |
| - 注：本表仅显示运营中的线路及车站 |                  |                  |